# 웅촌중학교
웅촌중학교(熊村中學校)는 대한민국 울산광역시 울주군 웅촌면 곡천리에 있는 공립 중학교이다.

## 학교 연혁
- 1954년 8월 10일 : 웅촌중학교 설립인가
- 1954년 11월 1일 : 웅촌중학교 개교
- 2002년 11월 26일 : 웅촌중학교 9학급 인가
- 2010년 11월 20일 : 현 교사 이전
- 2023년 1월 6일 : 제67회 졸업식 (31명 졸업, 졸업생 총인원 8,473명)
- 2023년 3월 1일 : 제31대 송영준 교장 부임
- 2023년 3월 2일 : 제70회 입학식 (28명 입학)

## 참고 자료
- 웅촌중학교 - 한국교육학술정보원 학교알리미